# La Tauromachie (Toulouse-Lautrec)
Pour les articles homonymes, voir La Tauromachie.
La Tauromachie est une huile sur carton de Henri de Toulouse-Lautrec réalisée en 1894 comme étude préparatoire à la couverture d'un livre regroupant les trente trois gravures de La Tauromaquia  de Francisco de Goya.

## Contexte
En 1890, Toulouse-Lautrec s'est rendu en Espagne, où il a assisté à une corrida à Saint-Sébastien (Espagne). Ce spectacle qui lui a inspiré, tout comme à Henri Matisse et Jules Pascin, l'idée de représenter des personnages vêtus en habits de toreros. Plus tard Auguste Renoir réalise dans la même veine d'inspiration : Vollard en toréador.  L'année suivante, Toulouse-Lautrec séjourne à Madrid et ramène des croquis de courses de taureaux, et peu de temps après son retour, il reçoit la commande pour la couverture de La Tauromaquia de Francisco de Goya. Grand admirateur du maître espagnol, Lautrec a déjà illustré la couverture d'un autre livre consacré aux gravures de Goya  : Les Désastres de la guerre.
Par ailleurs Toulouse-Lautrec avait pris goût à la corrida au point qu'il se rendit dans les arènes de la rue Pergolèse à Paris avec assiduité, jusqu'au jour de leur fermeture.

## Description
Vivement encouragé par son ami et mécène Claude Roger-Marx, Toulouse-Lautrec se mit au travail et chercha à s'éloigner de son style, habituellement assez décoratif, pour produire une peinture à impact fort, en accord avec l'émotion qu'il ressentait dans les arènes. Son tableau symbolise la mort regardée en face : celle de l'homme, celle de la bête, avec le crâne de deux protagonistes de la corrida sur  fond de muleta rouge